# Piesigitz
Piesigitz ist zusammen mit Merkendorf ein Ortsteil von Zeulenroda-Triebes im thüringischen Vogtland.

## Geographie
Piesigitz liegt zwischen den Orten Wöhlsdorf und Merkendorf im thüringischen Vogtland, im Landkreis Greiz, auf einem Höhenabsatz am Hang des Triebetales. Auf der anderen Talseite liegt Merkendorf. Unterhalb des Ortes fließt der Triebebach, oder auch Trübe genannt, von Richtung Wenigenauma kommend, in die Weidatalsperre.
Vor dem Bau der Weidatalsperre lag unweit des Ortes im Weidatal die Holzmühle.
Von Piesigitz in Richtung Wenigenauma liegt der im Dreißigjährigen Krieg zerstörte Ort Kühnsdorf, der heute nur noch aus einem Hof und einem Haus besteht. In den Kirchenbüchern wurden die Kühnsdorfer Einwohner stets zu Piesigitz geschrieben.
Die Piesigitzer Grundstücke gehören zur Piesigitzer, Merkendorfer, Wöhlsdorfer und Staitzer Flur.
Auf dem Weg nach Wöhlsdorf zweigt der Weg auf einen Hügel ab, genannt der 'Bieszer Biel' oder 'Bühl'.

## Name
Der Name des altsorbischen Rundlings- oder Angerdorfes Piesigitz leitet sich nicht wie bei vielen der umliegenden Dörfer von der Lage des Ortes, sondern vermutlich von einer Person ab. So wird Piesigitz gedeutet als Siedlung des Pies oder Dorf des Wys oder Bezgod.
Es sind folgende Bezeichnungen für Piesigitz überliefert: Beygesitz, Besegiz, Bysegatz, Wecegacz, Wesegicz, Wisegatz, Wisigitz, Wysegacz, Besitz.

## Geschichte
Wahrscheinlich wurde Piesigitz schon im 12. Jahrhundert als eine sorbische Siedlung gegründet. Nach der Ansiedlung fränkischer und hessischer Bauern im Vogtland, die dem Kloster Mildenfurth zins- und lehnspflichtig waren, wurde der Ort mehr und mehr christianisiert. Sicher lebten die heidnischen Sorben und die christlichen Siedler eine Zeit lang friedlich nebeneinander. Der Adel war, um das Land kolonisieren zu können, auf die Siedler wie auch auf die Einheimischen angewiesen. Eine Vermischung lässt sich auch heute noch an vielen Familiennamen sorbischen oder germanischen Ursprungs ausmachen. Piesigitz gehörte zu dieser Zeit zur Pfarrei Döhlen, die aus der Urpfarrei Veitsberg gegründet wurde.
1230 wird Piesigitz erstmals erwähnt. In der Papsturkunde von 1230 heißt es: „5 Bauern von Beygesitz sind Lehnsleute des Klosters Mildenfurth; sie geben 28 Scheffel, 2 Viertel zu Martini (11. November) fälligen Hopfenzins und 33 Groschen Geldzins.“ Eine weitere Erwähnungen des Ortes findet sich aus dem Jahre 1373 als Bysegacz (mit Kühnsdorf).
1416 steht in den Urkunden, dass „Besegitz 44 Groschen und 15 Hühner zinsen muß an Herrn von Pölnitz auf dem Rittergut Niederpöllnitz“
In einer alten Urkunde aus dem Jahre 1437, die noch in den 1930er Jahren im Döhlener Pfarrarchiv lag, bekannte am 10. März 1434 Gerhard, Titularbischof von Solon, Generalvikar des Bischofs von Naumburg, nachdem er die entweihte Kirche des Dorfes Wesegicz, welche der heiligen Barbara geweiht war, von neuem mit 3 Altären eingeweiht habe, all denjenigen einen Ablass von 40 Tagen, welche die Kirche an bestimmten Festtagen besuchen, in ihr beten und zu ihrer Unterhaltung für diese stiften. Die heilige Barbara war also bereits vor 500 Jahren die Schutzheilige des Ortes.
In den Jahren 1444 und 1453 wird Bisegacz bei Wiesenkäufen für die Pfarrei erwähnt.
1452 brach ein Streit zwischen Merkendorf und Piesigitz wegen des Kirchturmbaues aus. Zu diesem Zeitpunkt leben in Piesigitz 15 Eingesessene. Der Bischof zu Naumburg entschied den Streit in einem Schiedsbrief, in dem den Piesigitzern neue Rechte an der Merkendorfer Kirche, in die sie zusammen mit den Merkendorfern gingen, zugestanden wurden.
1496 zahlten 17 Einwohner (Höfe) von Bisigitz 1 fl 36 gr und für 2 Mägde und 2 Knechte 3 gr „Türckensteuer“. Zwischen 1525 und 1528 wird die Reformation im Land eingeführt.
Ab dem Jahr 1527 wird der Ort fast einheitlich in der Schreibweise als Piesigitz oder Pisigitz genannt. In diesem Jahr wurde eine Merkendorfer Pfarrstelle eingerichtet und Piesigitz dieser zugeteilt. Die spätere Kaplanstelle bestand bis zum Jahr 1551. Danach kam Piesigitz zur Parochie Döhlen, musste aber weiter neben der Döhlener Kirche auch die Merkendorfer Kirche unterhalten.
Nach dem Bauernkrieg zahlte das Dorf eine Strafe von 63 fl. Eine durchschnittliche Strafe unter den Dörfern der Gegend. Während der Bauernkriege ist besonders der Bauer Kresse aus Dörtendorf zu nennen, der den Herren zu Reuß als Anführer der Bauernhorden schwer zusetzte. Auch 100 Jahre später im Dreißigjährigen Krieg war es wieder ein Kresse, Georg Kresse, dessen Frau, Anna Pissel aus Piesigitz stammte, der sich mit der Obrigkeit und der Soldateska anlegt.
1542 gaben in Piesigitz 21 Hausbesessene, d. h. rund 120–130 Einwohner, mit einem geschätzten Besitz von 3020 aß, 14 fl 8 gr und für das Gesinde 4gr Zins. Nur 15 Jahre später, im Jahre 1557, beträgt der geschätzte Besitz bereits 5105 aß.
Im Jahre 1609 musste Piesigitz 19 Mannschaften zum Landesaufgebot stellen. Dies waren 3 Langrohre, 4 Federspieße, 4 Langspieße, 8 Knebelspieße.
1618 erhielten von 21 Männern 5 ihr Lehen von Mildenfurth und 16 vom Amt Weida, welches die Stücken des ehemaligen Nonnenklosters zu Weida übernahm. 1628 machen sich die nahenden Unruhen des Dreißigjährigen Krieges auch in Piesigitz bemerkbar. Mit dem Krieg kam 1632/33 und 1635–1637 die Pest. 1636 kamen die Schweden in die Gegend und „hausten schlimmer als die Kroaten“.
Am 26. November 1638 heiratete der Bauerngeneral Georg Kresse aus Dörtendorf Anna Pissel aus Piesigitz. Er wird 1648 im Aumaer Gasthaus von Hatzfeldschen Reitern erschossen.
Im Merkendorfer Kirchenbuch steht im Jahre 1643 „das wille man wißen, daß in den gefährlichen Kriegs Jahren weder freyen noch freyen lassen gewesen sey“ Bei Kriegsende 1648 wurde ein großes Friedensfest gefeiert. 1668 brannte die Hälfte des Ortes, insgesamt 12 Häuser, ab. Nur 3 Jahre später, am 10. Mai 1671 waren es die 6 'Mildenfurther Häuser', die einem verheerenden Brand zum Opfer fielen. In diesem Jahr lebten nur etwa 70 Personen im Ort.

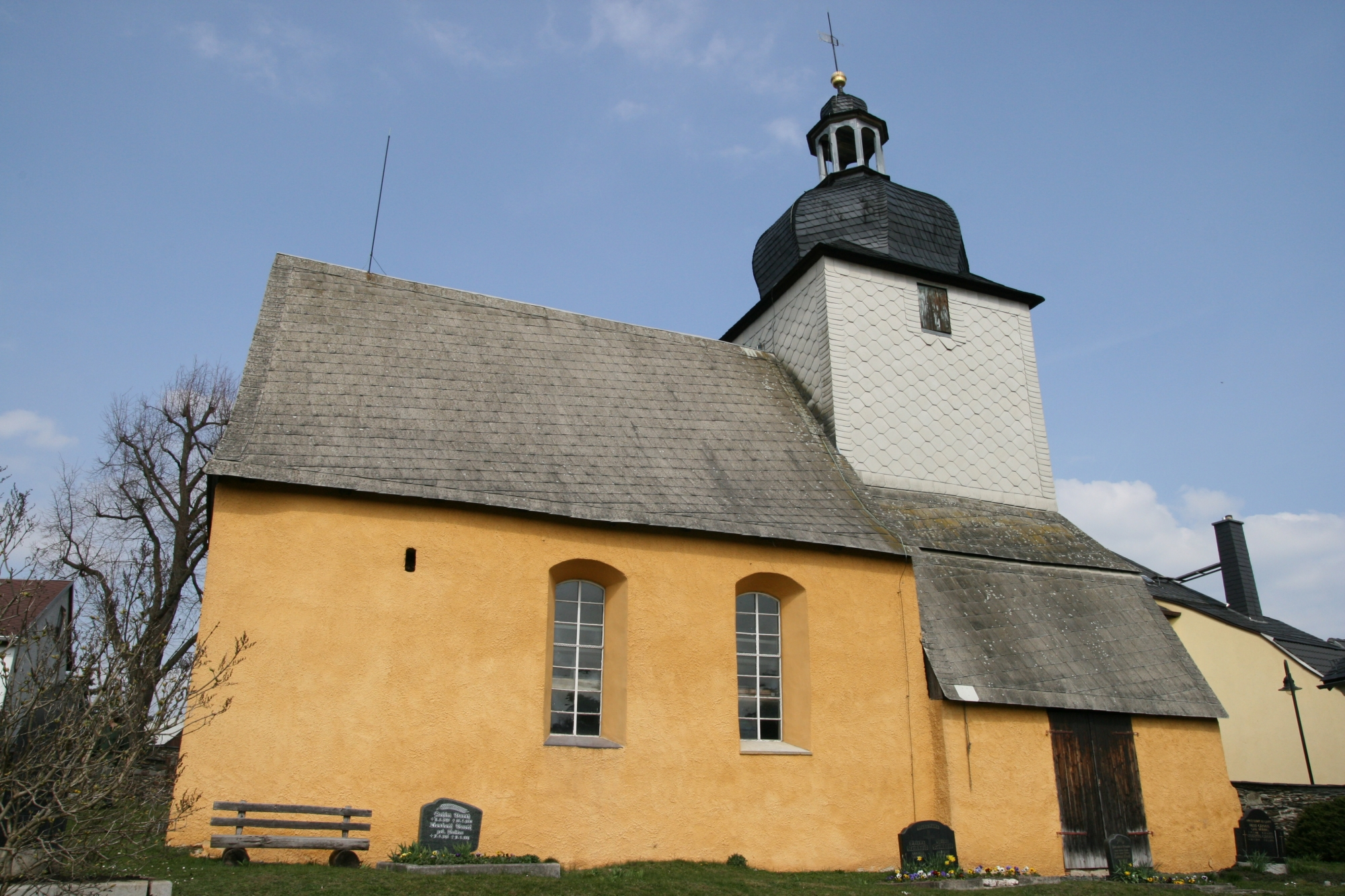
Piesigitzer Kirche, erbaut 1684/85

Der Bau der jetzigen Kirche wurde 1684/85 begonnen. Vermutlich wurde eine alte hölzerne Kapelle in eine Steinkirche umgebaut. Die steinerne Einfriedung der Kirche wird wohl zur gleichen Zeit entstanden sein. Der Kirchturm wurde erst 12 Jahre später errichtet.
1721 wird Piesigitz wie folgt beschrieben:

„1230 Beygesitz, 1373 Bysegacz (aso. Bezgodj : Wohnsitz/Gründung eines Mannes namens Bezgod) Piesiegiz ist amtsässig. Ober- und Untergerichte gehören ins Amt bis auf etl. Lehen und Zinsen, womit 6 Mann nach Mildenfurth gehören. Eine Filialkirche, welche der H. Pfarr zu Döhlen mit versiehet, es werden aber hier keine andere Predigten als Leichen- und Hochzeitpredigten getan. Bauerschafe. Die Gemeinde darf selbsten brauen und schenken. Ein Schmied. 20 Feuerstätte, 16 große und 4 kleine; haben alle Feld bis auf eins. … 6 Magazinhufen … Landart: ist hier meist mittel. Nahrung: ist Ackerbau und Vieh. Meisten Früchte: Korn, Gerste, Hafer. Keine Straße hier. Das Bächlein: entspringt zu Wenigenauma, kömmt zwischen hier und Mercken-dorff durch und geht 1/4 St. genau von hier in die Weyda zwischen der Franz und Holzmühl, heißt sonst die Trübebach. Holz, der Piesizer böhl: westl. 1/4 St. Holz, daß Kühnsdorff: 1/4 St. südwestl. diesseits der Trübe. Hier ist viel Rotwildbret. Ein Beigleite allhier. Steuer nach Weyda, Fron dergl. Liegt von Wollsdorff 1/2 St. genau, Staiz 1/2 St. gut, Merckendorff 1/4 St., Auma 3/4 St., Weyda 3 St., Zeilenroda 1 1/2 St.“

Im Jahr 1745 mussten die Bauern viele Durchmärsche, Requirierungen und Zahlungen auf Grund des Schlesischen Krieges erdulden. 1761/63 wurden Kaiserliche Truppen und ein Jägerkorps in Piesigitz einquartiert. Am 21. März 1763 wurde ein großes Friedensfest zum Ende des Siebenjährigen Krieges gefeiert. Der Neustädter Kreis wurde wieder sächsisch.
Wegen des Neubaus der Merkendorfer Kirche gingen die Merkendorfer von 1768 bis 1772 nach Piesigitz zur Kirche.
Auch wegen der jetzt wegfallenden Lieferungen und Rekrutierungen wurde das Friedensfest zum Ende des Bayerischen Erbfolgekrieges am 6. Juni 1779 freudig gefeiert. Im Oktober 1806 waren die Franzosen in Piesigitz. Napoleon zog mit seinen Truppen, an die 180000 Mann, nur etwa 5 km am Ort vorbei. Staitz ging dabei in Flammen auf. In Piesigitz wurde geplündert und einquartiert. „Es verging kein Tag, an dem nicht Requirierung war.“
Anfang März 1814 waren laut einem Eintrag in einer alten Bibel auf dem Geroldhof in Piesigitz russische Husaren einquartiert. Bereits am 12. bis 15. März waren „Bremer Soldaten einquartiert. Am 16. März wieder Russen, am 25. Mai Albaner und im Juni erneut Russen“. 1818 fand ein erneuter Durchgang russischer Truppen statt. 1815 gng der Neustädter Kreis, in dem Piesigitz liegt, als Kriegsentschädigung vom Königreich Sachsen zum Großherzogtum Sachsen-Weimar-Eisenach über. Der Ort Dörtendorf, nur etwa 10 Kilometer entfernt, gehörte allerdings schon ins Reußische. 1832 wurden viele Einwohner des Kirchspiels, besonders Kinder, Opfer einer großen Blatternepidemie.
Im Revolutionsjahr 1848 werden die Rechte der ländlichen Bevölkerung neu geordnet. Den „Edelleuten wurden die Gerichtsbarkeiten abgenommen und sie waren weiter nichts als große Ekonomen“. Die Bauern und Ortschaften konnten sich von ihren Zinslasten mit einmaligen Zahlungen freikaufen. Die Untertanen „maßten sich auch die jagd an und schossen in Frühling und Sommer das viele Wild Reh, Hasen, und Hirschen, jung und alt Tod“.
Im Jahre 1855 zerstörte ein schwerer Hagelschlag nicht nur die Äcker und Wiesen, sondern „schlug sogar den Schiefer von den Dächern“.
1858 zählte Piesigitz 26 Höfe. Darunter die Familien Zaumsegel, Wieduwilt und Serbser. Am 14. Oktober 1859 brach im Ort ein Brand aus und vernichtete die 3 Scheunen Heuschkel, Hempel, Serbser nebst allen Wintervorräten.
Am 1. Juli 1950 wurde Piesigitz in die Gemeinde Merkendorf eingegliedert. Mit deren Auflösung kam der Ort am 1. Dezember 2011 zur Stadt Zeulenroda-Triebes.
Zur 750-Jahr-Feier errichtete der Ort 1980 einen Gedenkstein mit Bronzetafel. Die Tafel zeigt die Jahreszahlen 1230 (Ersterwähnung) und eine junge Frau, die Anna Pissel darstellen soll, sowie die Inschrift „750 Jahre Piesigitz 1980“.

## Wappen
Merkendorf mit dem Ortsteil Piesigitz haben ein gemeinsames Wappen. Die rechte Hälfte des Wappens zeigt ein Rad und einen Bach und symbolisiert die drei Wassermühlen unterhalb des Ortes. Der Bach ist der Trübebach, der unterhalb des Ortes in die jetzige Weidatalsperre fließt. Die linke Hälfte zeigt eine Klinge und einen Kelch, Symbole der heiligen Barbara, Schutzpatronin von Piesigitz unterhalb Merkendorfs.

## Kultur und Sehenswürdigkeiten
- Kirche Piesigitz
- Weidatalsperre
- Planetenwanderweg von Auma
- Gedenkstein für Anna Pissel, Frau von Georg Kresse, zum Ortsjubiläum 1980 errichtet („750 Jahre Piesigitz“)